# فرگشت چشم

مراحل فرگشت چشم

فرگشت چشم به عنوان یکی از موضوعات قابل توجه برای مطالعه، یکی از مثال‌های ممتاز از اندام‌های هم‌ساختار در تعداد خیلی زیادی از گونه‌های متفاوت است. شاخص‌هایی از چشم مانند رنگدانه‌ها نشان می‌دهد که جزء اولین خروجی‌های فرگشت چشم پیش از انشعاب جانوران بوده است. اگرچه، چشم‌های پیچیده کنونی، ۵۰ تا ۱۰۰بار بیشتر با پروتئین‌ها و ساختارهای ژنتیکی یکسان فرگشت یافته‌اند.
چشم‌های پیچیده میلیون‌ها سال پیش در دوره‌ای به نام انفجار کامبرین فرگشت یافته‌اند. هیچ شاهدی دال بر وجود چشم‌ها قبل از این مرحله وجود ندارد، اما طیف وسیعی از تنوع در کمبرین میانی «بورگس شیل» مشهود است. طیف وسیعی از سازگاری در چشم جهت تأمین نیازهای موجود زنده‌ای که حامل آن است به وجود آمده است. توانایی چشم‌ها در میزان تیزبینی، دامنه طول موج‌هایی که می‌توانند دریافت کنند، حساسیتشان در نور کم، کشف حرکت‌ها یا تشخیص اشیا و تعیین رنگ‌ها تغییر کرده است.

## تاریخچه پژوهش

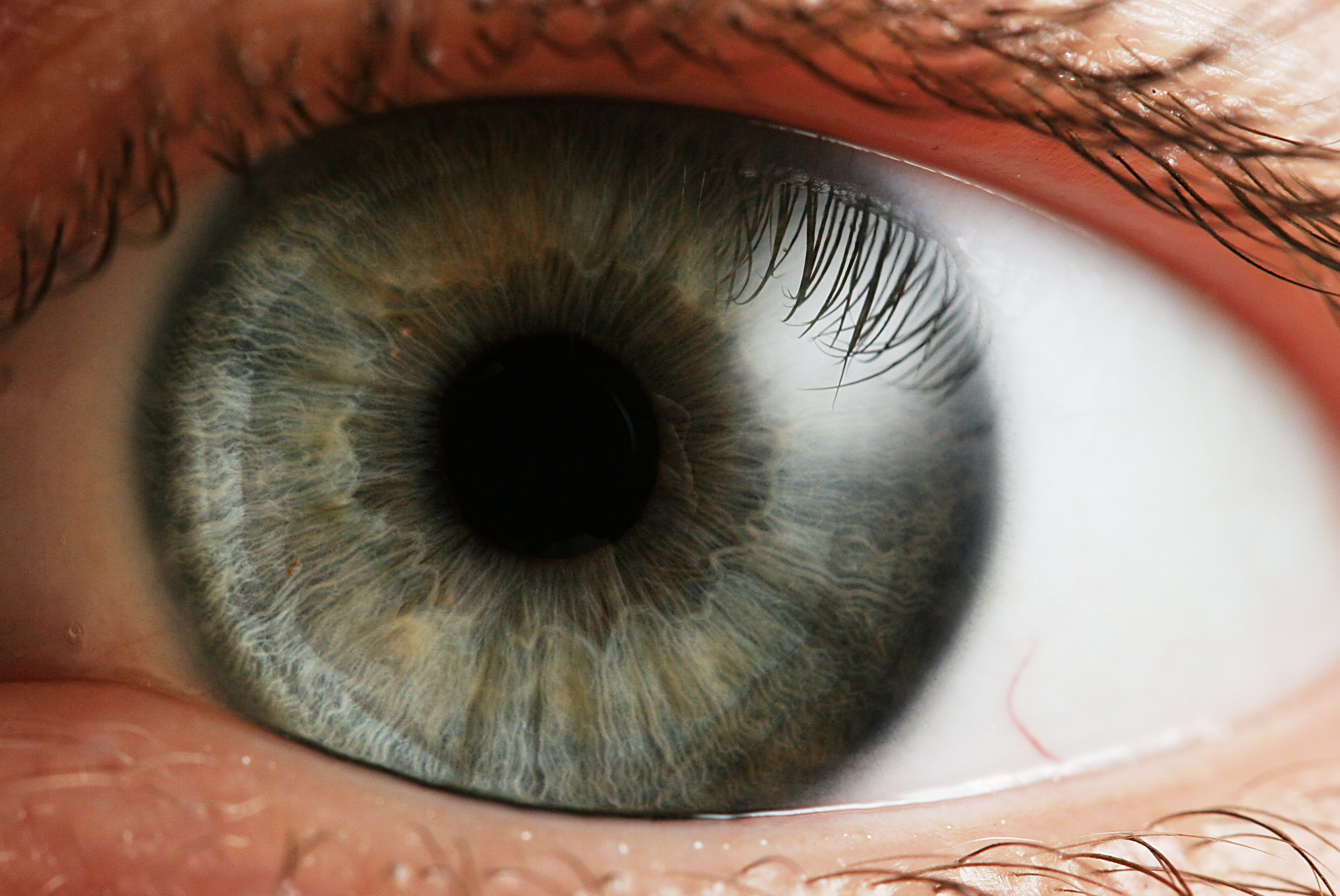
چشم انسان، عنبیه

ساختار پیچیده چشم به عنوان شاهدی برای حمایت از نظریه خلقت استفاده می‌شود، که این نظریه در مقابل نظریه فرگشت است که بیان می‌کند موجودات به وسیله انتخاب طبیعی فرگشت یافته‌اند. در سال ۱۸۰۲ فیلسوفی به نام ویلیام پیلی خلقت چشم را معجزه طراحی نامید. خود چارلز داروین در کتاب منشأ گونه‌ها بیان داشته که فرگشت چشم به وسیله انتخاب طبیعی در نگاه اول به نظراحمقانه و پوچ می‌آید اما شرح می‌دهد که بر خلاف سختی که در تصور کردنش وجود دارد، این نظریه کاملاً درست است:

... چون حصول چشم به‌طور حتم با مداخله انتخاب طبیعی روی داده، عقل حکم می‌کند که می‌توان تمام درجات فرگشت بینابینی را از چشم ساده غیر کامل گرفته تا چشم پیچیده کامل کشف و برملا کرد، البته هریک از درجات بینابینی برای صاحبش امتیازی در برخواهد داشت. علاوه بر این اگر تغییر چشم آهسته و پیوسته روی نداده باشد و تغییرات صرفاً ناگهانی و ارثی باشد که ارثی بودنش در محل خود صحیح هم هست، در شرایط متحول حیات، این تغییرات بایستی به حال موجود زنده مفید بوده باشد، پس حصول چشمی بهبود یافته و کامل به یاری انتخاب طبیعی، هر چند در عالم تصور غیرممکن می‌نماید، در واقع اشکال جدی ندارد.

داروین یک رده‌بندی از ساده‌ترین اندامی که می‌توان آن را چشم نامید که عبارت است از «عصب بینایی که به وسیله سلولهای حاوی رنگدانه احاطه شده و توسط غشاء شفافی دربرگرفته شده است و از عدسی یا هر مکانیسم دیگری خبری نیست» تا مراحل میانی کمال را با دادن مثال‌هایی از طبقه میانی فرگشت پیشنهاد می‌کند. خیلی زود مشخص شد که پیشنهاد داروین درست بوده و تحقیقات کنونی، مکانیسم‌های ژنتیکی درگیر در فرگشت چشم را بررسی می‌کند.

## سرعت فرگشت
نخستین سنگواره‌های یافت شده از چشم مربوط به اوایل دوره کامبرین می‌باشد (۵۴۰ میلیون سال پیش). این دوره، دوره انفجار فرگشت است و انفجار کامبرین نام گرفته است. یکی از نظریه‌های موجود در مورد علت این تنوع تئوری «کلید نور» اندرو پارکر است که بیان می‌کند فرگشت چشم زمینه رقابت برای برتری جویی را ایجاد کرد که این باعث تسریع در روند فرگشت شد. تا قبل از این، موجوات زنده از قابلیت حساسیت به نور استفاده می‌کردند ولی نه برای حرکت سریع یا هدایت به وسیله دید.
از آنجا که بایگانی فسیل‌ها به ویژه از دورهٔ کمبرین اولیه ناچیز است، تخمین سرعت فرگشت چشم کار سختی است. یک مدل ساده با قرار دادن جهش‌های کوچک در معرض انتخاب طبیعی نشان می‌دهد که اندام بینایی اولیه که بر اساس بهره‌وری رنگدانه‌های نوری کار می‌کردند می‌توانستند به چشم پیچیده مانند چشم انسان طی ۴۰۰۰۰۰ سال فرگشت پیدا کرده باشند.

## تک‌منشائی یا چندمنشائی
این که فرض کنیم چشم در یک مرحله فرگشت یافته یا در چندین مرحله بستگی به تعریف ما از چشم دارد. بسیاری از مکانیسم‌های ژنتیکی که در فرگشت چشم درگیر هستند در تمام موجودات زنده مشترکند که این امر اشاره دارد به اینکه جدشان از یک سری مکانیسمهای حساس به نور استفاده می‌کرده – حتی اگر عضو اختصاص یافته‌ای برای بینایی نداشته باشند. اگرچه، حتی ممکن است سلول‌های گیرنده نور در بیشتر از یک مرحله از مولکول‌های شبیه به گیرنده‌های شیمیایی فرگشت یافته باشندو سلول‌های حساس به نور خیلی قبل تر از انفجار کامبرین به وجود آمده باشند. شباهت‌های سطح بالا مانند کریستال‌های پروتئین استفاده شده در لنزهای سرپایان و مهره داران ارتقا پروتئین را از یک عنصر بنیادین به عنصری با نقشی جدید در داخل چشم نشان می‌دهد.
پروتئین‌های مشترک در اندام‌های حساس به نور، شامل پروتئین‌های دریافت‌کننده نور، پروتئین‌های آپسین نام دارند. تمام هفت زیر خانواده آپسین‌ها در آخرین جد مشترک حیوانات وجود داشتند. بعلاوه ساختارهای ژنتیکی برای استقرار چشم هم در تمام حیوانات مشترکند. ژن PAX6 محلی که چشم در آن توسعه می‌یابد از چشم موش تا چشم انسان و چشم مگس سرکه را کنترل می‌کند. ضمناً این ژن‌های سطح بالااز بسیاری از ساختارهای کنترل‌کننده، قدیمی ترند، چرا که قبل از شکل‌گیری چشم نقش‌های دیگری داشته‌اند.
احتمالاً اندام‌های حسگر قبل از مغز فرگشت پیدا کرده‌اند، چون اصلاً اطلاعاتی وجود نداشته که نیاز به پردازشگراطلاعات داشته باشد.

## مراحل فرگشت چشم

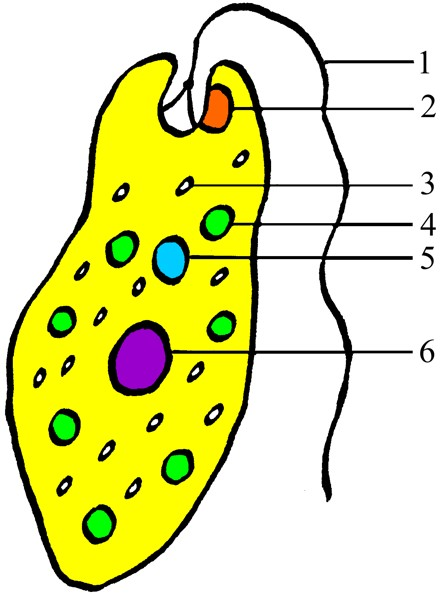
استیگما نقطه حساس نوری را می‌پوشاند.

شکل‌های ابتدایی چشم - پروتئین‌های حساس به نوری که نور را دریافت می‌کردند- لک‌های چشمی نام دارند. لک‌های چشمی فقط می‌توانند نورهای احاطه‌کننده را درک کنند: آن‌ها می‌توانند روشنایی را از تاریکی متمایز کنند، که همین برای تشخیص دوره نوری و تنظیم روزانه ساعت زیستی کافی است. آن‌ها برای دیدن مناسب نیستند، چون نمی‌توانند شکل‌ها را تمایز و جهت تابش نور را تشخیص دهند. لک‌های چشمی تقریباً در عمدهٔ گروه‌های حیوانی یافت می‌شود و در موجودات تک سلولی از جمله جنس اوگلینا -از آغازیان تاژک دار تک سلولی - نیز عمومیت دارند. لک چشمی در اوگلینا "استیگما (خال) " نامیده می‌شود که در انتهای بخش داخلی استقرار یافته است. استیگما یک لکه کوچک با رنگدانه قرمز است که مجموعه ای از کریستال‌های حساس نوری را دربر می‌گیرد که باهم به کمک تاژک‌های هدایت کننده، لک چشمی از طریق عکس‌العمل به نور به موجود زنده امکان حرکت می‌دهد که اغلب، حرکت به سمت نورفوتوسنتزی و تشخیص روز و شب می‌باشد که این عملکرد اولیهٔ پدیده ساعت زیستی است. در موجودات پیچیده‌تر، رنگدانه‌های بصری در مغز قرار دارند که تصور می‌شود در تنظیم زمان تولیدمثل بر اساس چرخه ماه ایفای نقش کنند. با پیگیری دقیق تغییرات در روشنایی شبانه، موجودات زنده می‌توانند زمان تولید اسپرم و تخمک را برای افزایش احتمال لقاح بیشتر تنظیم کنند.
«دیدن»، خود، به بیوشیمی بنیادین که در تمام چشم‌ها مشترک است بستگی دارد؛ اما چگونه این ساختار بیوشیمی که در تفسیر محیط موجود زنده استفاده می‌شود به صورت وسیع تغییر می‌کند: چشم‌ها ساختارها و شکل‌های مختلفی دارند که همگی نسبتاً دیرتر از پروتئین‌ها و مولکول‌های تشکیل دهنده فرگشت یافته‌اند. در سطح سلولی دو طرح اصلی چشم وجود دارد، یکی شامل نخست دهانیان (نرم تنان ،کرم‌های حلقوی وبندپایان) و دیگری شامل دهان‌دومیان(طنابداران وخارپوستان).
گیرنده‌ها، واحد عملکردی چشم هستند که شامل پروتئین‌های اسپین هستند و با تکانه‌های عصبی نسبت به نور عکس‌العمل نشان می‌دهند. این اسپین‌های حساس به نور برای افزایش سطح، روی یک لایهٔ مویی قرار دارند. طبیعت این موها متفاوت بوده که شامل دو ساختار گیرنده نور می‌باشند: میکروویلوس و سیلیا(مژک). در نخست دهانیان میکروویلوس‌ها حضور دارند: توسعه و برآمده کردن غشای سلولی. ولی در دوم دهانیان این موها از مژک‌ها مشتق شده‌اند که ساختارهای مجزایی دارند. اشتقاق واقعی ممکن است پیچیده‌تر باشد، به طوری که بعضی از میکروویلوس‌ها دارای مژک هم باشند، اما مشاهدات دیگر تفاوت‌های بنیادینی بین نخست‌دهانیان و دهان‌دومیان نشان می‌دهند. این فرضیات روی عکس‌العمل سلول نسبت نور متمرکز هستند. بعضی برای ایجاد تکانه‌های عصبی از سدیم که باعث تولید سیگنال‌های الکتریکی می‌شود، استفاده می‌کنند و بقیه از پتاسیم. نخست‌دهانیان برای ایجاد تکانه‌های عصبی از سدیم بیشتری استفاده می‌کنند، در حالی که دهان‌دومیان از مقدار کمتری سدیم بهره می‌برند.
حدس زده می‌شود که وقتی این دو گروه در پرکامبرین (قبل از دوره کامبرین) از هم جدا شدند دارای گیرنده‌های نوری ابتدایی بودند و بعداً هر کدام به‌طور مستقل به سمت چشم‌های پیچیده‌تر توسعه پیدا کردند.

## فرگشت چشم

### چشمان اولیه
واحد اصلی پردازش نور در چشم‌ها، سلول گیرنده نور است که این سلول شامل دو نوع مولکول در یک غشاء هستند: اپسین، پروتئین حساس به نور و اطراف کروموفور، رنگدانه ای که رنگ‌ها را متمایز می‌کنند. به گروه‌های متشکل از این سلول‌ها «چشم اولیه» می‌گویند که در حدود ۴۰ تا ۶۵ بار به طوری کاملاً مستقل فرگشت می‌یابند. این چشمان اولیه به حیوانات اجازهٔ آن را می‌دهد که حس قوی تری نسبت به جهت و شدت نور از خود نشان دهند، اما این امر برای تفکیک یک شی از محیط پیرامون آن کافی نیست.
با توجه به گسترش سیستم نوری می‌توان جهت تابش نور را برحسب چندین درجهٔ متفاوت کاملاً تفکیک کرد، که ظاهراً روندی بسیار دشوار است و تنها شش مورد از میان ۳۰ نژاد دارای چنین سیستم پردازشی هستند.

### شکل‌گیری و تنوع عدسی چشم
در یک چشم فاقد عدسی، نوری که از یک نقطه دور نشات می‌گیرد، به دیوارهٔ پشت چشم برخورد کرده که در واقع به اندازهٔ دریچهٔ دیافراگم می‌باشد. با افزودن عدسی، این نور ورودی در یک سطح کوچکتر متمرکز می‌شود، بدون اینکه شدت کلی محرک را کاهش دهد. فاصله کانونی یک لوبوپود اولیه با چشمان ساده دارای عدسی، تصویر را در پشت شبکیه متمرکز می‌کند؛ بنابراین اگرچه هیچ بخشی از تصویر قابل مشاهده نیست، شدت نور به موجود زنده اجازه می‌دهد تا در آبهای عمیق (و بسیار تاریک) هم قادر به دید باشد.

## تحولات دیگر

### دید رنگی
پنج دسته از یاخته‌های بینایی در مهره داران یافت می‌شود. همه به جز یکی از این موارد پیش از دگرسانی گرددهانان و ماکیان فرگشت یافته است. این پنج نوع نوریاخته برحسب طیف نوری که بر آنها تابانده می‌شود، طبقه‌بندی می‌گردند. با عبور نور از آب، طول موج‌های بلندتر، مانند قرمز و زرد، سریعتر از طول موج کوتاه‌تر مانند سبز و آبی جذب می‌شوند. با افزایش عمق آب منجر به ایجاد زاویه در نور می‌شود.

### بینایی قطبیده
قطبش عبارت است تنظیم نور نامنظم به صورت خطی، که معمولاً در زمان انتقال نور از داخل یک شکاف مانند فیلترها و همچنین در زمان عبور از یک محلول جدید رخ می‌دهد. حساسیت در برابر قطبش نور به ویژه برای جاندارانی که زیستگاه آنها بیش از چند متر در زیر آب قرار دارد، بسیار مفید است. در چنین محیطی، دید رنگی استحکام کمتری دارد و بنابراین، یک عامل انتخابی بسیار ضعیف است.

### مکانیسم متمرکز
برخی از گونه‌ها با استفاده از عضله تنگ کننده عنبیه، عدسی را به جلو و عقب  انتقال داده و برخی از آنها عدسی را مسطح تر می‌کنند. مکانیسم دیگری با کنترل افزایش حجم چشم و حفظ فاصله کانونی، قادربه تنظیم مواد شیمیایی بوده و آن را بدون کمک از این دو سیستم انجام می‌دهند. علاوه بر این، شکل مردمک چشم برای برای پیش‌بینی سیستم کانونی مورد استفاده قرار می‌گیرد. شکاف داخل مردمک قابلیت نشان سیستم چند کانونی مشترک دارد و از سوی دیگر، یک مردمک کروی معمولاً یک سیستم مونو کانونی را مشخص می‌کند.

### جایگذاری
معمولاً برای تشخیص هر چه بهتر طعمه، چشم شکارچیان در جلوی سر آنها قرار دارد. چشمان حیوانات طعمه معمولاً در اطراف سر قرار دارد تا دید وسیعی برای شناسایی شکارچیان از هر جهت داشته باشند. سفره ماهی از جمله حیوانات شکارچی است که اگر در قسمت پایینی بدن خود قرار گیرند، چشمان آنها به صورت نامتقارن در همان قسمت سر جابه‌جا می‌شود. یک نوع فسیل انتقالی از جمله موقعیت متقارن مشترک در آمفستیک است.